# قرانا الباقية فينا
قرانا الباقية فينا، أصدر "مركز الطفولة- مؤسّسة حضانات الناصرة"، بدعم مؤسّسة "التّعاون"، ثلاثية قصص جديدة للأطفال من تأليف نبيلة إسبانيولي، تعنى بقضية القرى الفلسطينية المهجّرة وتروي حكاية أبطال فلسطينيّين معرّفين مثل شاعر البروة "محمود درويش" وغير معرّفين مثل صياد البصة. تشمل السلسلة القصص "صياد البصّة"، و"رسّام السّجرة" و"شاعر البروة"، العناوين هي وفق أسماء قرى مهجرة في شمال فلسطين، لهذا على الصفحة الخلفية لكلّ قصة هناك معلومات تاريخية تشرح هذه القرى المهجرة. القصص الثلاث تبدأ بجملة: "القصّة خيال بخيال ما عدا حقيقة وجود قرية..." ومن ثم تأتي المعلومات عن الموقع الجغرافي والقصة التاريخية. القصص من ناحية سير الأحداث بسيطة جداً وقصيرة وغير معقّدة ولهذا فقد تناسب شتى الفئات العمرية، واستعملت اللغة العامية لشرح الأحداث.

## شخصيات القصص الثلاث
- صياد البصّة: في صيّاد البصّة، البطل هو شخصيّة صياد عام غير معرّف يصطاد حورية بحر ويحرّرها لتعود إلى أطفالها. حورية البحر تسدد له الجميل وتوفر له أسماكًا ولباقي أهل البصة.
- رسام السّجرة: هو رسام الكاركتير ناجي العلي من قرية السّجرة. ناجي الطفل الصغير.
- شاعر البروة: شاعر البروة، هو شاعر فلسطين محمود درويش من قرية البروة.[1]

## خلفية مشروع كتابة القصص الثلاث
تقول نبيلة اسبنيولي: "كنت في رحلة عائلية مع أخي وأطفاله إلى شمال فلسطين حيث مررنا من قرب قرية البصة وكالعادة كلما مررنا من جانب قرية هجرت واسمها استبدل باسماء جديدة اذكر اسمها للأطفال لتبقى ذاكرة المكان بالرغم من تشويهه ومحاولة تغيبه ومحوه من الجغرافية، فما كان من "جود" ابن الخمس سنوات ان سالني وينها؟ لأنه لم يرى اثار للقرية سوى الشاطئ فقلت له بدك احكيلك قصة فقال بحماس نعم وهكذا ابتدأت الحكاية مع قرية البصة: كان يا مكان ومش من زمان كثير قبل ال48 قرية اسمها البصة تشجعت عندما طلب مني جود واخواته ان احكي القصة كمان مرة وكمان مرة وعندما كتبتها على ورق وعدت اليهم كانوا فرحين فهذه القصة شاركوا في ولادتها، "واصبحت احلم في كتابة قصة عن كل قرية هجرت." 

## ريّادية مشروع القصص الثلاث
من أولى المرات التي يتم تكريس قصص للأطفال تتمركز القرى المهجرة حولها وشخصيات مهمة في التاريخ والنضال الفلسطيني مثل الشاعر محمود درويش ورسام الكاركتير ناجي العلي. بالإضافة لهذا قصة القرية المهجرة رُويت بطريقة جذابة للطفل بعيدًا عن ذكر المعلومات التاريخية بطريقة مباشرة. وأخيرا كُتبت القصص الثلاث بطريقة تفاعلية مع الطفل وبمشاركته.